# Sarvárivier 1
Sarvárivier (Zweeds: Sarvájåkka of -johka) is een rivier, die stroomt in de Zweedse  gemeente Kiruna.  De rivier stroomt door de Sarvákloof. De rivier ontvangt haar water van de omliggende bergen en de bergrivier Biernerivier. Ze geeft haar water af aan het Nakermeer in het oosten en het Geargevalleimeer in het westen.